# Louise von Sturmfeder
Louise von Sturmfeder, född 1789, död 1866, var en österrikisk hovfunktionär. 
Hon var guvernant till Frans Josef I av Österrike.